# Elementary School Musical
"Elementary School Musical" é o primeiro episódio (season premiere) da 22ª Temporada de Os Simpsons. Ele foi exibido originalmente nos Estados Unidos no dia 26 de Setembro de 2010, no canal da FOX.

## Enredo
Krusty é indicado ao prêmio Nobel da paz. Ele convida Bart e Homer a viajarem com ele para Oslo, eles aceitam e vão embora. Mas Krusty é enganado e vai para Europa para finalmente ser preso, pois fez um crime no país a muitos anos. E agora cabe a Homer e Bart tirarem ele da cadeia. Enquanto isso, Lisa fica triste por que não foi para Oslo, e Marge deixa ela em um acampamento de arte.[carece de fontes?] Mas Lisa acaba descobrindo que o acampamento é falso.